# Kvål (Melhus)
Kvål este o localitate din comuna Melhus, provincia Sør-Trøndelag, Norvegia, cu o suprafață de 0,43 km² și o populație de 477 locuitori (2013).